# Place des femmes en Grèce antique
 (août 2022).

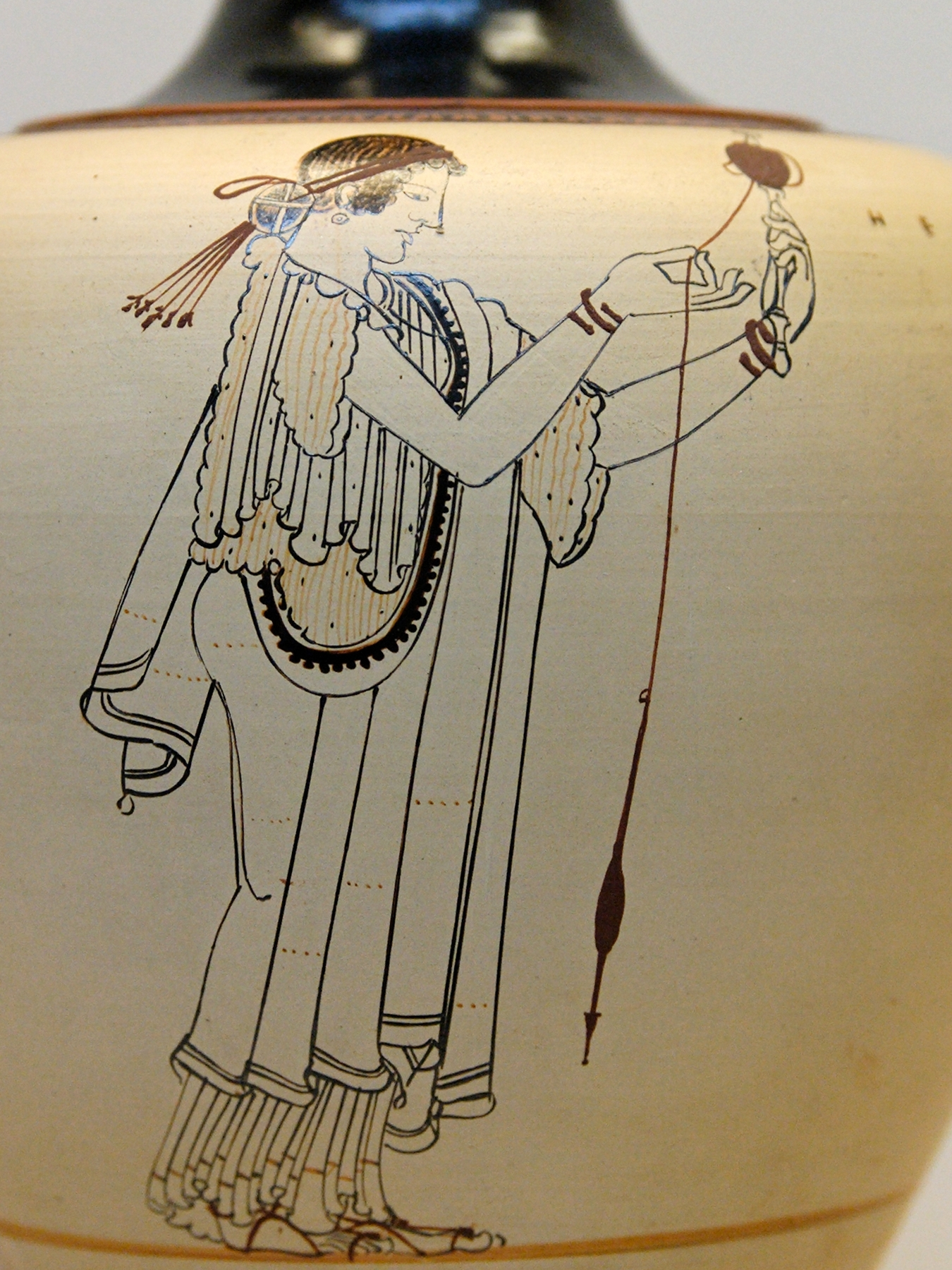
Femme filant, détail d'une œnochoé attique à fond blanc du Peintre de Brygos, vers 490 av. J.-C., British Museum.

La place des femmes en Grèce antique est conditionnée par le fait que la société de la Grèce antique est une société patriarcale. Pour autant, la condition des femmes varie beaucoup selon les cités et les époques. À l'époque archaïque, bien que soumises à l'autorité d'un tuteur, les femmes sont relativement libres de leur mouvement et bénéficient d'une grande considération sociale. Mais à l'époque où se forment les cités-États puis à l'époque classique, connue surtout sous le prisme athénien, le statut civique et patrimonial des femmes est fortement infériorisé. L'époque hellénistique voit apparaître certaines évolutions en termes de droits, tandis qu'apparaissent de grandes figures politiques dans le monde grec, surtout dans l'Égypte lagide.

## Préalable sociologique
Il convient au préalable d'éviter d'entendre la notion de « femme » de façon binaire comme à l'époque contemporaine. En Grèce antique, d'autres distinctions priment sur cette différence de genre et tout d'abord celle entre citoyens et esclaves. Si les femmes ne disposent pas d'autonomie politique et doivent fidélité à leur époux[réf. nécessaire], elles peuvent aller au temple, participer à des évènements religieux ou festifs ou encore gérer les biens domestiques. Les conditions de vie des femmes étrangères à la cité ou des esclaves sont, elles, tout à fait différentes de celles des épouses ou des filles de citoyens. C'est donc davantage la classe sociale qu'il faut questionner, la diversité des situations de vie féminines rendant anachronique toute revendication globale sur les droits féminins.

## Dans les épopées homériques

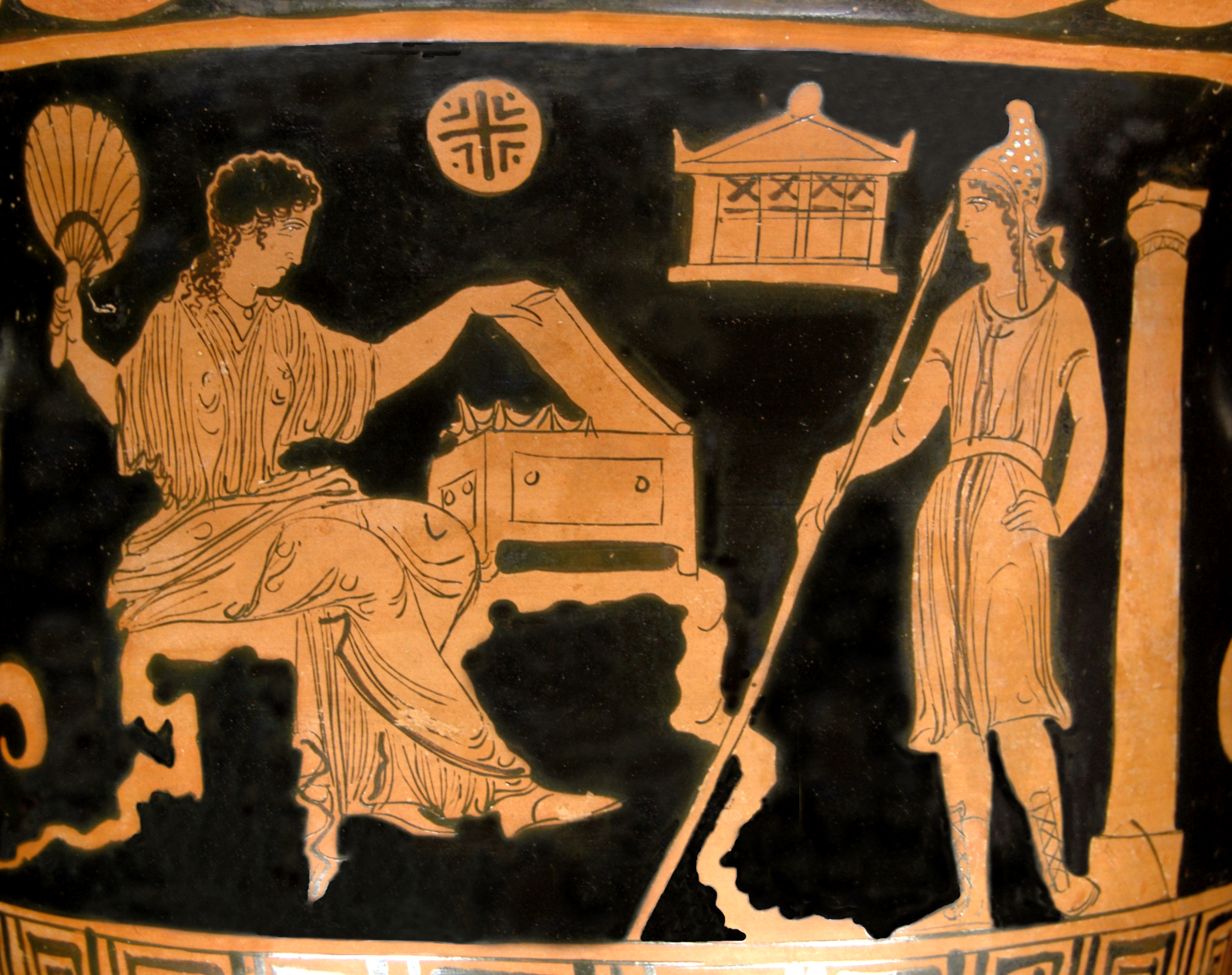
Hélène et Pâris, cratère à figures rouges,, musée du Louvre.

Les épopées homériques, l'Iliade et surtout l'Odyssée, quand elles ne dépeignent pas des combats et des banquets royaux, comprennent de nombreuses scènes de la vie quotidienne, où les femmes tiennent une place importante. Le caractère historique de ces descriptions est évidemment sujet à caution : cependant, il semble probable que le ou les poètes auteurs de ces deux épopées ait tiré son inspiration, dans ces passages, de la vie quotidienne de son époque, le VIIIe siècle av. J.-C.
Les femmes y jouent un triple rôle : épouse, reine et maîtresse de maison. Épouse d'abord ou future épouse, ce qui permet d'appréhender la complexité des pratiques matrimoniales grecques. On trouve d'abord le classique système du contre-don, illustré par le contre-exemple d'Agamemnon pressant Achille de reprendre le combat. Il lui offre l'une de ses trois filles en précisant : « qu'il emmène celle qu'il voudra dans la demeure de Pélée, et sans m'offrir de présents ». Il s'agit là d'une pratique exceptionnelle : normalement, l'époux doit donner à son beau-père des présents (les ἕδνα / hêdna). La femme vient alors s'installer chez son époux, ici, dans la demeure du père d'Achille. L'union est monogame chez les héros grecs comme troyens. Cependant, les pratiques matrimoniales restent encore peu formalisées : Hélène, épouse légitime de Ménélas, est traitée également comme l'épouse légitime de Pâris. Priam déroge à la règle de monogamie ; au reste, son palais accueille ses fils et leurs épouses mais aussi ses filles et leurs maris.
Les femmes des rois homériques sont aussi des reines. Ainsi, au chant VI de l'Iliade, Hécube peut-elle convoquer les femmes de Troie pour une cérémonie religieuse. Au chant IV de l'Odyssée, Télémaque se rendant à Sparte est accueilli dans la salle du banquet par Hélène qui siège devant les compagnons de son mari. De même, Arété, femme d'Alcinoos, siège dans la salle du palais, aux côtés de son époux.
Enfin, elles sont des maîtresses de maison, régissant l'οἶκος / oikos, c'est-à-dire la maison, le domaine. Leur symbole est la quenouille : Pénélope tisse sa célèbre toile, à l'instar d'Hélène — qui représente la guerre de Troie — ou encore Andromaque, qu'Hector renvoie à son métier au moment où il part au combat. Il leur revient également accueillir les hôtes, comme le fait Arété pour Ulysse ou Polycaste, fille de Nestor, pour Télémaque. Enfin, elles doivent gérer les ressources du domaine. Quand Ulysse part pour Troie, c'est à Pénélope qu'il confie les clefs du trésor.
Autour de l'épouse légitime gravitent les servantes et les concubines. Les premières sont à la disposition du maître de maison. Ainsi, à la fin de l'Odyssée, Ulysse tue également les servantes qui avaient couché avec les prétendants. Elles aident les épouses dans leurs travaux domestiques et sont supervisées par une intendante, personnage central de l’oikos grec. La nourrice occupe également une place importante, témoin le rôle joué par Euryclée, nourrice d'Ulysse puis de Télémaque, achetée cent bœufs par Laërte, qu'il honore « à l'égal de son épouse ». Les concubines sont des captives de guerre, le lot du vainqueur, qui servent de dons ou de contre-dons entre rois, telles Briséis et Chryséis. Lorsque Troie est prise, la femme et les filles de Priam sont des trophées à part entière pour les vainqueurs achéens. Les femmes, quel que soit leur statut, restent avant tout soumises aux hommes, qu'ils soient des maris ou, dans le cas de Pénélope, son fils Télémaque.

## Pendant les siècles obscurs et l'époque archaïque

### Témoignages archéologiques

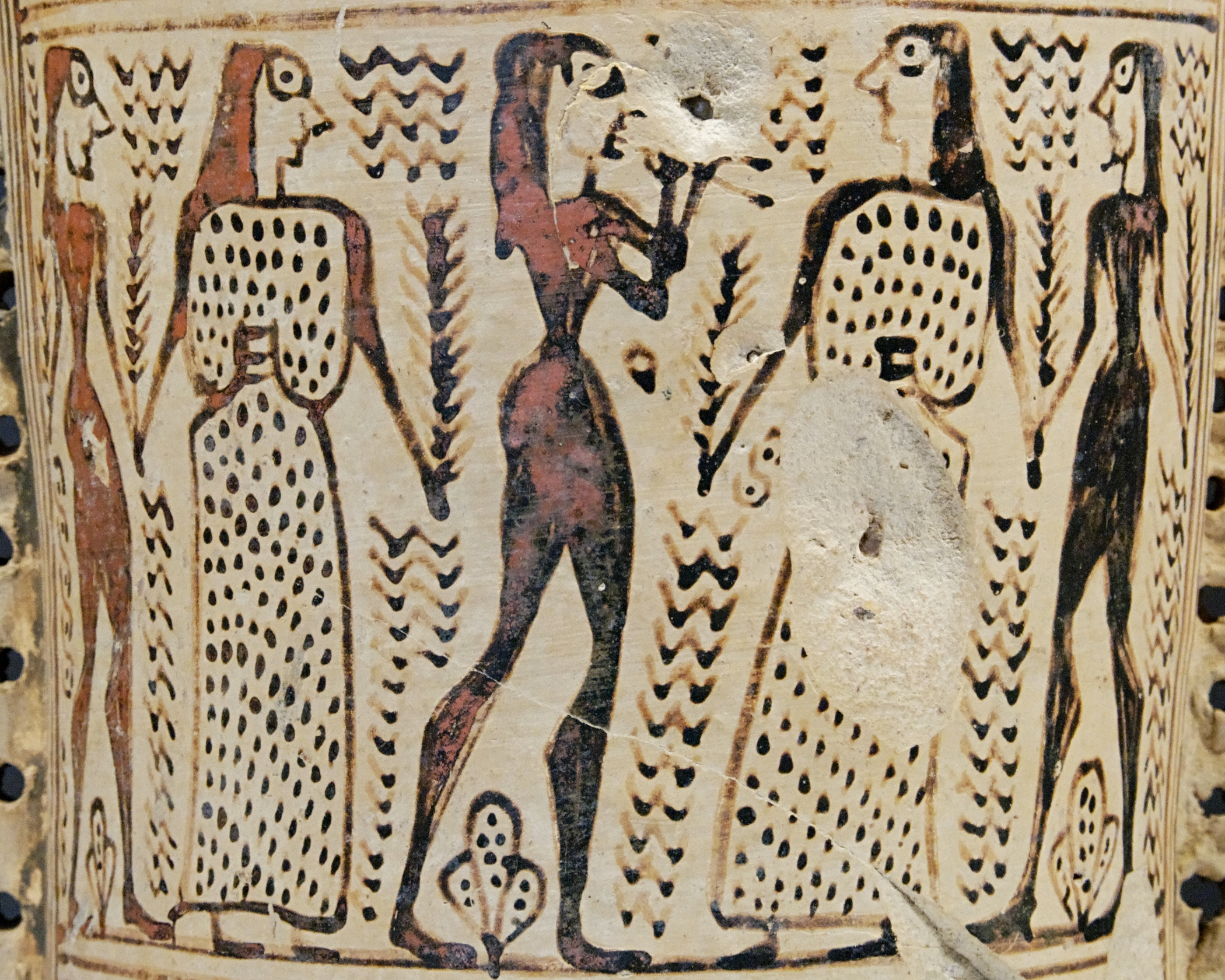
Couples dansant au son de l'aulos. Col d'un loutrophore proto-attique (vers 690 av. J.-C.).

La principale source au sujet des femmes de cette époque est archéologique. Il s'agit de représentations picturales sur la céramique ou matériel funéraire. En effet, dès les siècles obscurs, le choix d'objets déposés dans les tombes dépend du sexe du défunt.

### Place dans les cités
La condition des femmes grecques change à partir du VIIIe siècle av. J.-C. avec le développement des cités-États alors que jusqu'ici elles ont bénéficié d'une relative liberté. Celles-ci sont en effet bâties sur une double exclusion : « club de citoyens », la cité exclut les étrangers (métèques) et les esclaves ; « club d'hommes », elle exclut les femmes. Plus tard, Aristote définit la citoyenneté comme la possibilité de participer à la vie politique, la femme en est donc exclue par nature.

### Mariage chez les tyrans
Le mariage comme moyen d'établir des alliances trouve son apogée à partir de la seconde moitié du VIIe siècle av. J.-C., alors que beaucoup de cités grecques sont gouvernées par des tyrans, c'est-à-dire des monarques extra-constitutionnels, dont le pouvoir s'établit sui generis. En rupture avec les féodalités antérieures, ils s'appuient néanmoins sur elles pour asseoir leur pouvoir. Ainsi, l'Athénien Pisistrate se marie trois fois : la première fois, avec une Athénienne anonyme ; la seconde, avec une Argienne de haut rang ; la troisième, avec la fille de son adversaire Mégaclès, de la puissante famille des Alcméonides. À la fin du Ve siècle av. J.-C., Denys l'Ancien, tyran de Syracuse, veuf de sa première femme, double le bénéfice de son mariage en contractant deux alliances simultanément : les deux épouses sont les filles de grands personnages, l'une de Locres, l'autre de Syracuse.
Les filles de tyrans servent le même propos : les familles aristocratiques rivalisent pour obtenir leur main. Ainsi, lorsque Clisthène, tyran de Sicyone au début du VIe siècle av. J.-C., compte marier sa fille Aragisté, treize prétendants, issus des grandes familles de douze cités, se présentent pour elle. Pendant un an, les prétendants vivent au palais de Clisthène, entretenus comme les prétendants de Pénélope. Dans le même temps, Clisthène les jauge suivant leurs vertus, leurs prouesses sportives ou encore la puissance de leur lignée. Les tyrans recourent également à l'endogamie, faute de partis jugés suffisants pour les filles : ainsi, Denys marie l'un de ses fils à sa propre sœur, tandis que l'un de ses frères épouse sa nièce.

### Femme et colonisation grecque
Pendant l'époque archaïque, les Grecs, contraints notamment par l'étroitesse de leurs terres, se lancent dans un grand mouvement de colonisation dans l'ensemble du bassin méditerranéen. La plupart du temps, les colons sont uniquement des hommes : ils comptent sur la population indigène pour leur fournir des épouses. C'est le procédé traditionnel du mariage par rapt. Hérodote rapporte ainsi que les colons athéniens fondateurs de Milet, en Carie, attaquent les autochtones, s'emparent des femmes et tuent les hommes. Pour se venger des agresseurs, les femmes cariennes jurent de ne jamais manger avec leurs « époux » et de ne jamais les appeler par leur nom.

## À Athènes pendant l'époque classique

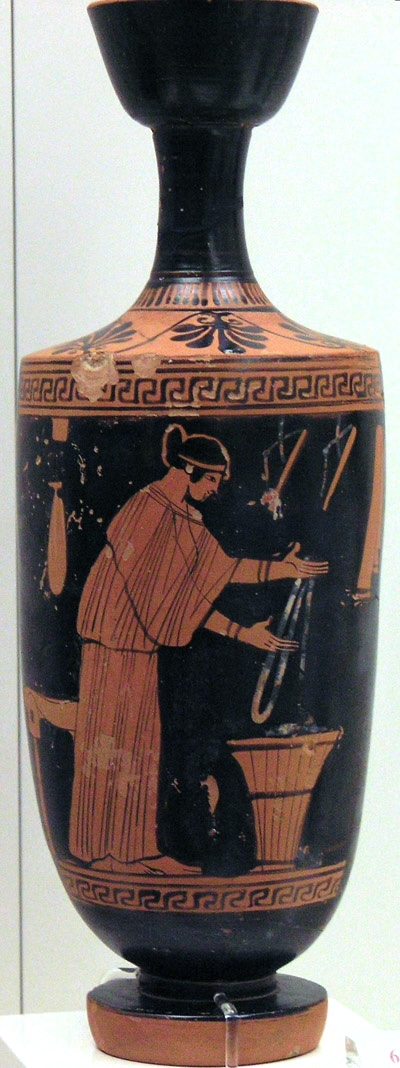
Femme travaillant la laine, v. 480-470 av. J.-C.

Athènes est la principale source d'informations sur les femmes en Grèce antique. Il est difficile de savoir à quel point les caractéristiques athéniennes peuvent s'appliquer aux autres cités grecques.

### Des femmes sous tutelle

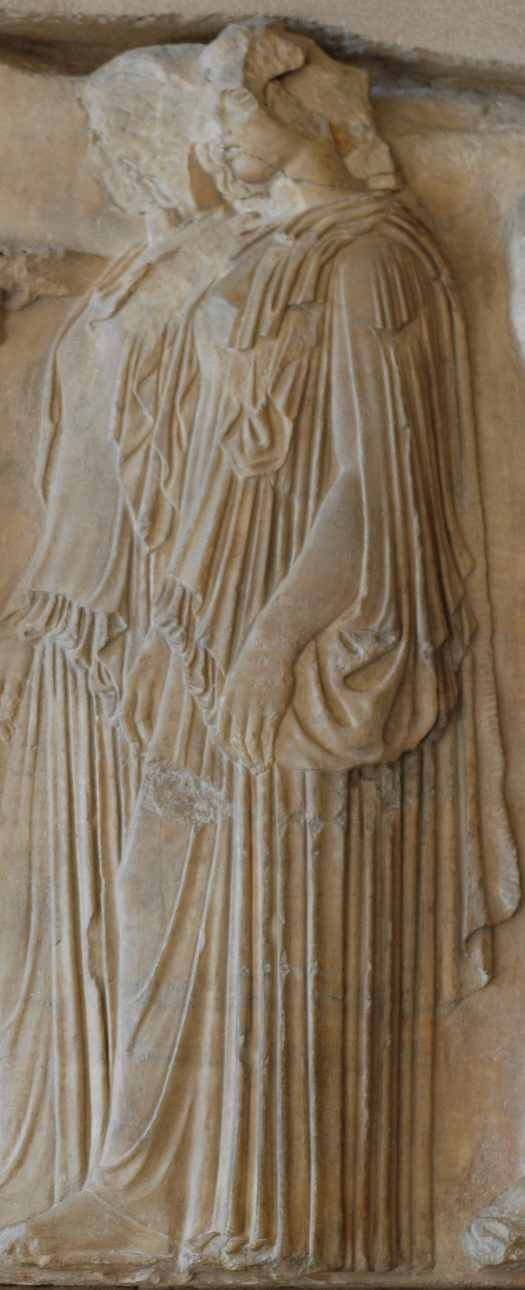
Athénienne portant le chiton, détail de la frise des Ergastines, musée du Louvre.

Les femmes athéniennes sont des éternelles mineures d’âge, qui ne possèdent ni droit juridique, ni droit politique. Toute leur vie, elles doivent rester sous l’autorité d'un κύριος / kúrios (« tuteur ») : d’abord leur père, puis leur époux, voire leur fils (si elles sont veuves) ou son plus proche parent. Ce tuteur les accompagne dans chaque acte juridique, il s'exprime pour elles et défend « leurs » intérêts. Aucun juge ne s'adresse directement aux femmes concernées. Les plaideurs évitent de les citer par leur nom personnel et les désignent en citant les hommes auxquels elles sont apparentées ou mariées. Une femme nommée directement par son identité propre est généralement considérée comme indigne ou ayant enfreint délibérément les lois.
Sur les stèles funéraires, une jeune défunte est désignée par son nom et celui de son père mais pas forcément par celui de son mari. On distingue la vierge de la jeune épouse quand cette dernière-ci est pleurée par son mari ou par des caractères secondaires : la vierge est tête nue alors que la femme mariée est toujours voilée, le pan du manteau ramené sur la tête ; la vierge a la taille plus svelte et joue parfois avec un oiseau, un petit chien ou une poupée, ce qui est aussi le cas des enfants masculins. L'âge de la jeune femme n'est jamais indiqué ; certains textes suggèrent cependant qu'elle pouvait être, comme le garçon, présentée à la phratrie de son père.

### Statut au sein de la maisonnée (oikos)

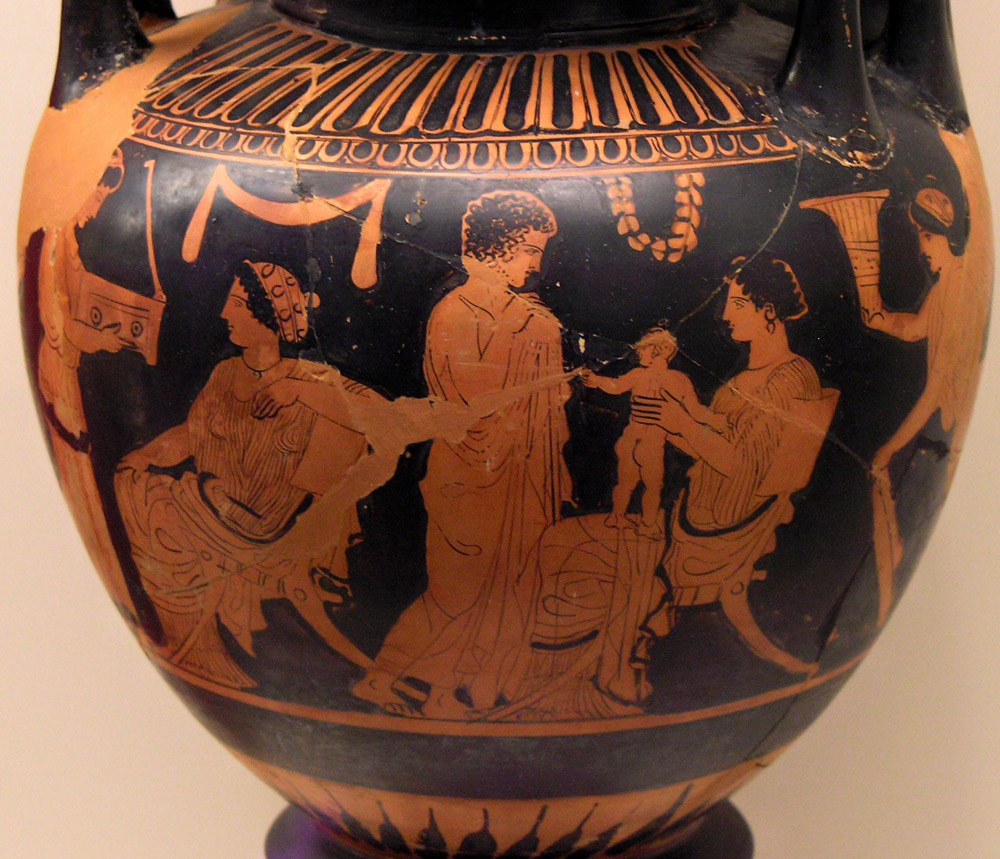
Scène familiale de gynécée, lébès nuptial à figures rouges, v. 430 av. J.-C.

L'existence des femmes trouve essentiellement sens par le mariage, qui intervient généralement entre 15 et 18 ans. Celui-ci est un acte privé, un contrat conclu entre deux familles. Curieusement, le grec n’a pas de mot spécifique pour désigner le mariage. On parle de ἐγγύη / engúê, littéralement le gage, la caution : c’est l'acte par lequel le chef de famille donne sa fille à un autre homme. La cité n’est pas témoin et n’enregistre pas sur un acte quelconque cet événement, qui en soi ne suffit pas à conférer à la femme le statut marital. Pour cela, il faut y ajouter la cohabitation. Le plus souvent, celle-ci suit l’engüé. Cependant, il arrive que l’engüé ait lieu alors que les filles sont encore enfants. La cohabitation n’a donc lieu que plus tard. De manière générale, les jeunes filles n’ont jamais leur mot à dire dans leur futur mariage.
Selon Aristote, dans le couple conjugal, l’« autorité » (archè) de l’homme sur la femme est de type politique, du type de celle qu’exercent dans une cité les gouvernants sur les gouvernés. L’autorité du père sur ses enfants est, elle, « royale », du type de celle qu’un roi possède sur ses sujets : l’autorité du mari est réglée et limitée.
En plus de sa propre personne, la jeune mariée apporte sa dot dans sa nouvelle famille. Généralement constituée de numéraire, la dot n'est pas à proprement parler la propriété du mari : lorsque son épouse meurt sans enfants ou en cas de divorce par consentement mutuel, la dot doit être rendue. Lorsque la somme est importante, le tuteur de la mariée se protège souvent par une hypothèque spéciale, l'ἀποτίμημα / apotímêma : un bien immobilier est engagé comme contrepartie, engagement matérialisé par un horos. À défaut de remboursement de la dot, la terre est saisie.
Le divorce sur l'initiative de l'épouse n'est normalement pas permis : seul le tuteur peut demander la dissolution du contrat. Cependant, des exemples montrent que la pratique existe bien. Ainsi, Hipparétè, femme d'Alcibiade, demande le divorce en se présentant en personne auprès de l'archonte. Les commentaires de Plutarque suggèrent qu'il s'agit là d'une procédure normale. Dans le Contre Onétor de Démosthène, c'est le frère de l'épouse, son tuteur, qui introduit la demande de divorce.
Une stricte fidélité est requise de la part de l'épouse : son rôle est de donner naissance à des fils légitimes qui puissent hériter des biens paternels. Le mari surprenant sa femme en flagrant délit d'adultère est ainsi en droit de tuer le séducteur sur-le-champ. La femme adultère, elle, peut être renvoyée. Selon certains auteurs, l'époux bafoué serait même dans l'obligation de le faire sous peine de perdre ses droits civiques. En revanche, l'époux n'est pas soumis à ce type de restriction : il peut recourir aux services d'une hétaïre ou introduire dans le foyer conjugal une concubine (παλλακή / pallakế), souvent une esclave, mais elle peut aussi être une fille de citoyen pauvre[réf. nécessaire].

### Travail des femmes
Les femmes de bonne famille ont pour principal rôle de tenir leur oikos. Elles sont confinées au gynécée, littéralement la « pièce des femmes », entourées de leurs servantes. Dans l’Économique de Xénophon, sont mentionnées les quelques tâches qui incombent aux femmes athéniennes : filer la laine, préparer et réparer les vêtements, veiller à l’état des grains et autres provisions du garde-manger et veiller aux soins des serviteurs malades.
Elles ne se risquent hors du domaine familial que pour accomplir des fonctions religieuses. En revanche, les femmes du peuple apportent au ménage un complément de ressources en vendant leur surproduction agricole ou artisanale : olives, fruits et légumes, herbes — ainsi Aristophane fait-il de la mère d'Euripide une vendeuse de cerfeuil — tissus, etc. Les auteurs comiques comme les orateurs attestent également de femmes vendeuses au détail d'huiles parfumées, de peignes, de petits bijoux ou encore de rubans. Elles manient donc de l'argent.

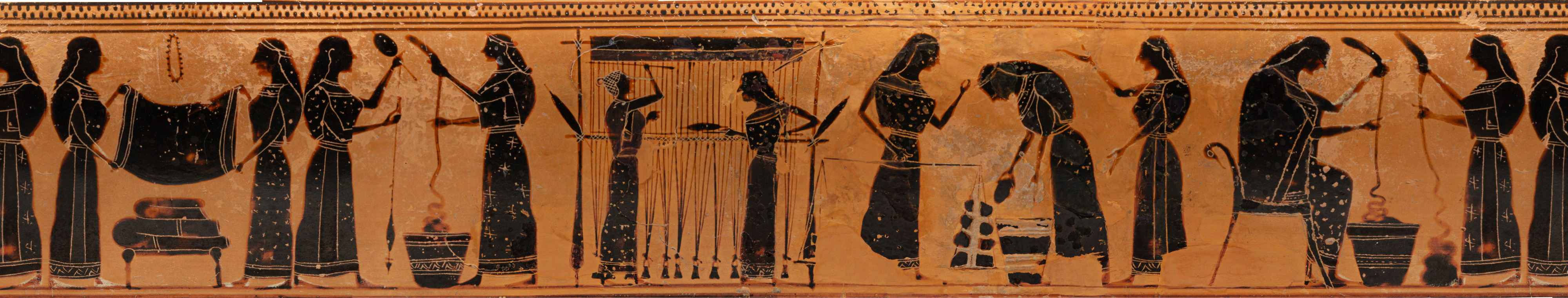
Déroulé d'un lécithe (vase à huile) à figures noires, 550–530 AEC. Peintre d'Amasis. The Metropolitan Museum of Art.
L’une des responsabilités les plus importantes des femmes était la préparation de la laine et le tissage des tissus. Ici, au centre, deux femmes travaillent sur un métier à tisser vertical. À droite, trois femmes pèsent la laine brute. Plus à droite mais aussi à gauche du métier à tisser quatre femmes filent la laine, tandis qu'entre elles (sur ce déroulé : à gauche) le tissu fini est plié.

### Fonctions publiques
Les femmes athéniennes, comme dans le reste de la Grèce, ne font pas la guerre et sont exclues des instances de délibération et de décision politique. Cependant, pour ce qui est de l'activité culturelle, dans toutes les cités, les femmes (épouses ou filles légitimes de citoyens) se trouvent à l'égal des citoyens hommes.
Tout d'abord, les femmes doivent constituer un corps pour participer à des fêtes (exodoi). La loi peut d'ailleurs punir d'une amende celles qui ne remplissent pas leur devoir. Certaines femmes remplissent des fonctions plus en vue que les autres, notamment les canéphores qui, lors des sacrifices, portent la corbeille rituelle. De plus, les femmes sont à l'égal des hommes dans la sphère religieuse et doivent remplir des fonctions sacerdotales : chaque cité possède des prêtresses. Comme l'explique Claude Vial, « Une prêtresse comme un prêtre, devait appliquer les lois sacrées relatives au sanctuaire et au culte dont elle avait la charge ». Elle précise aussi que « La sphère religieuse était la seule où la femme pouvait jouer un rôle de premier plan dans la cité »[réf. nécessaire].

### Un cas particulier: la fille épiclère

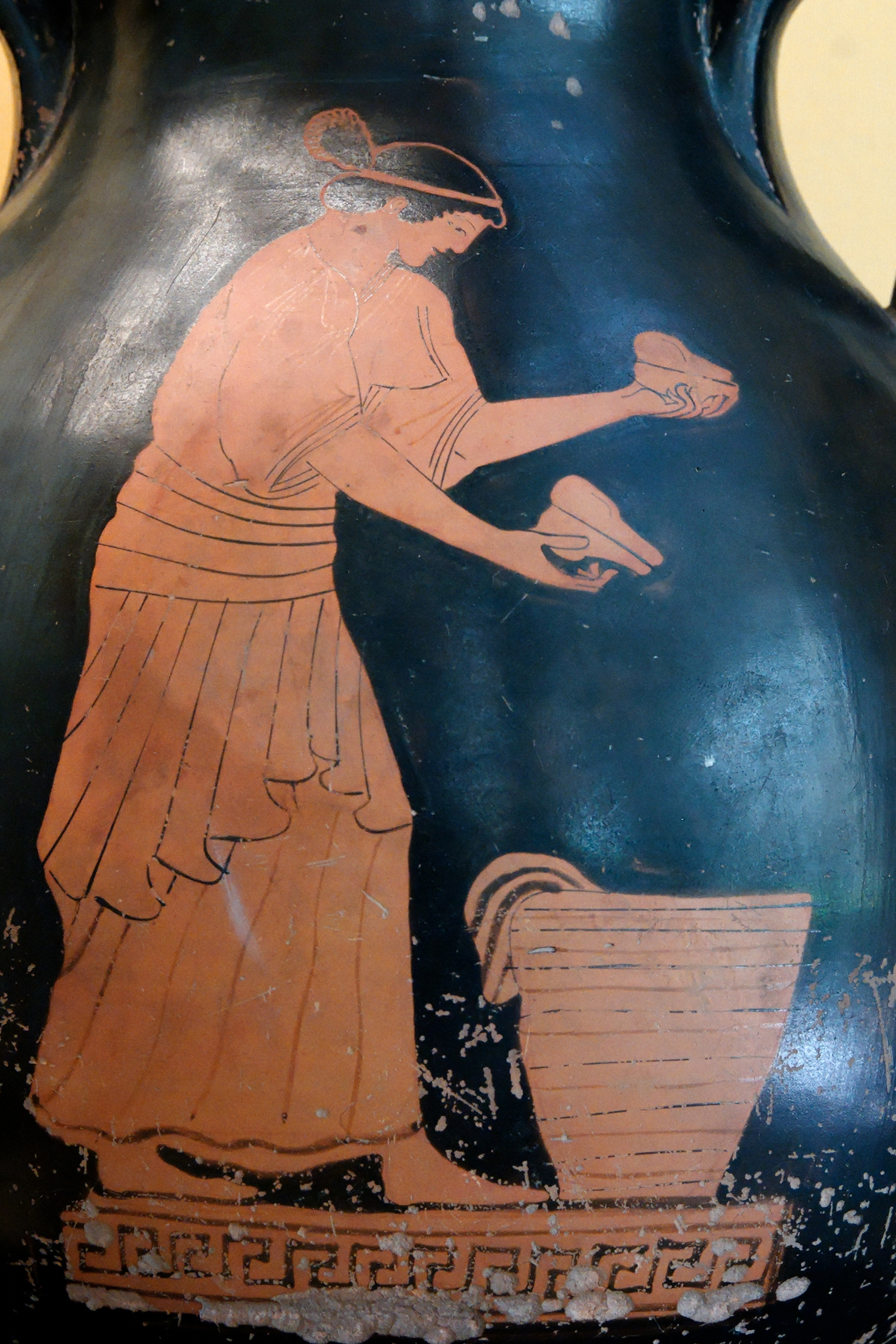
Une femme propose aux passants des pâtisseries et des fruits, pélikè du Peintre de Pan, deuxième quart du

La fille dite « épiclère » est celle qui se trouve seule descendante de son père : elle n'a ni frère, ni descendant de frère susceptible d'hériter. Selon la loi athénienne, elle n'est pas héritière mais « attachée (ἐπι) à l'héritage (κλῆρος) ». En conséquence, elle doit épouser son plus proche parent : ce parent n'hérite pas de ses biens, mais ses enfants oui, ce qui permet de garder les biens dans la famille du père. Ce principe, relativement simple, est à l'origine de cas compliqués, sur lesquels nous n'avons pas de renseignements précis : ainsi, si la fille épiclère est déjà mariée au moment du décès de son père, nous ignorons si le plus proche parent est en droit de dissoudre d'autorité le mariage précédent. En revanche, il existe au moins deux cas de proches parents divorçant de leurs épouses (et veillant au remariage de celles-ci) pour épouser des filles épiclères. Mais le Pseudo-Démosthène nous apprend que le plus proche parent peut refuser d'épouser l'épiclère ; toutefois celui-ci doit la marier avec une dot de 500, de 300 ou de 150 drachmes suivant sa classe censitaire.

### Métèques et esclaves
Nous savons peu de choses sur les femmes métèques à Athènes, hormis le montant de la taxe (μετοίκιον / metoíkion) qui les frappe et qui s'élève pour elles à six drachmes annuelles, contre douze pour un homme. Nombre d'entre elles suivent simplement leur mari, venu s'installer à Athènes pour affaires ou pour suivre l'enseignement d'un maître réputé. On peut supposer que leur mode de vie est semblable à celui des filles et femmes de citoyens.
Une minorité est constituée de femmes seules venues quérir fortune à Athènes. Les plus pauvres finissent souvent comme prostituées (πόρναι / pórnai) dans des bordels du Pirée ou d'Athènes même. Les femmes plus éduquées peuvent devenir courtisanes. Tenant salon, elles sont les compagnes quasi-officielles des hommes d'affaires et des hommes politiques athéniens. La plus célèbre d'entre elles est Aspasie, originaire de Milet. Concubine de Périclès, ce dernier abandonne sa femme légitime pour elle. Belle, intelligente, accueillant chez elle l'élite intellectuelle de son temps, elle joue d'égal à égal avec les hommes. Revers de la médaille, elle est la cible des auteurs comiques, qui la dépeignent comme une vulgaire tenancière de bordel et une intrigante.

## À Sparte pendant l'époque classique

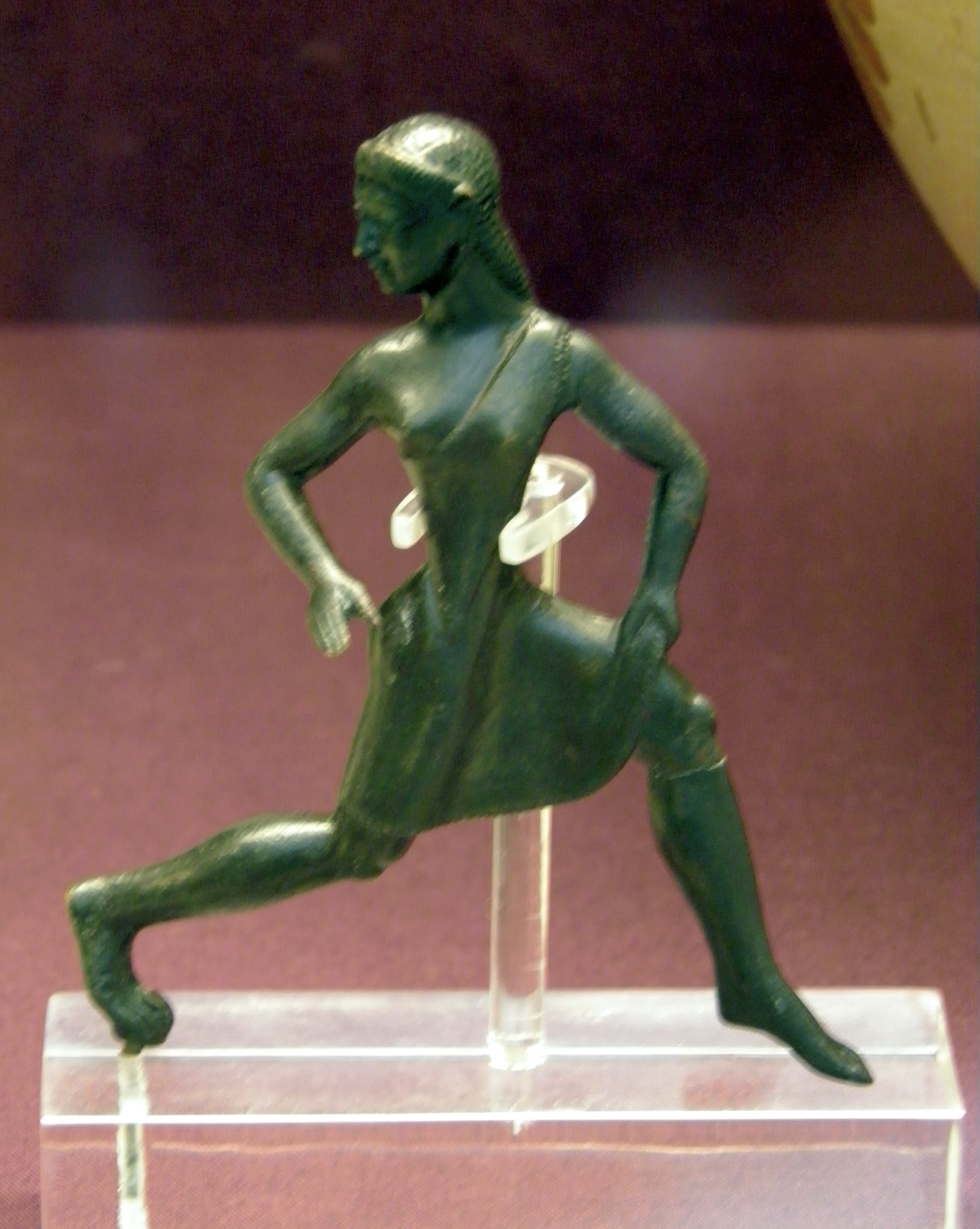
Figurine d'une jeune fille pratiquant la course, découverte à Prizren (Serbie) et probablement réalisée à Sparte ou à proximité de celle-ci, British Museum.

Dans le monde dorien, il apparait que les femmes jouissent de davantage de liberté que dans le reste de la Grèce antique. Sparte se distingue donc des autres cités en ce qu'elle place les femmes plus ou moins sur un pied d'égalité avec les hommes : tous sont asservis à l'État et à son but premier, la reproduction de soldats vigoureux et disciplinés.

### Éducation
Sparte présente la particularité d'avoir un système éducatif obligatoire pour tous et organisé par l'État. En outre, elle est non seulement obligatoire pour les garçons, mais aussi pour les filles. Alors que le but du système, pour les garçons, est de produire des hoplites disciplinés, il est pour les filles de former des mères vigoureuses, qui donneront naissance à leur tour à des enfants forts et sains. Comme chez les garçons, le cursus commence à l'âge de 7 ans. Il prend fin vers 18 ans, âge auquel les jeunes femmes se marient. Il comprend deux volets : d'une part un entraînement physique pour affermir le corps ; d'autre part la μουσική / mousikế, terme qui chez les Grecs regroupe la danse, la poésie et le chant.
Pour ce qui est du volet sportif, Xénophon indique que Lycurgue institue un entraînement physique pour les deux sexes, comprenant la course à pied et la lutte, disciplines confirmées par Euripide. Plutarque (Vie de Lycurgue) ajoute à cette liste le lancer du disque et du javelot. Théocrite représente des jeunes filles clamant fièrement leur participation aux mêmes courses que les garçons, le long du fleuve Eurotas, et leur recours à l'embrocation, tout comme ces derniers. Au reste, elles s'entraînent également nues. Cet entraînement n'est pas réellement une préparation au combat : garçons et filles s'exercent séparément. Cependant, la vigueur des femmes spartiates est proverbiale en Grèce : Cléarque de Soles rapporte ainsi qu'elles s'emparent des hommes adultes et célibataires et les frappent pour les forcer à se marier, ce qui implique une certaine force. Enfin, il semble que l'entraînement sportif comprend une part d'équitation. Ainsi, des figurines votives retrouvées au sanctuaire d'Artémis Orthia montrent des jeunes filles montant en amazone.
S'agissant de la mousikê, les jeunes filles prennent part dans toutes les grandes fêtes religieuses à des chœurs de vierges (parthénies) dont Alcman est le plus grand auteur. Les chants sont appris par cœur ; ils permettent aux filles d'apprendre les grands récits mythologiques mais aussi d'acquérir le sens de la compétition : les chants font explicitement allusion à des concours de beauté ou encore de performance musicale. Des figurines votives les montrent jouant de divers instruments. Il semble que certaines Spartiates au moins sachent lire et écrire. Ainsi, des anecdotes, certes tardives, évoquent les lettres envoyées par les mères à leurs fils partis au combat. Gorgô, fille du roi Cléomène Ier, est ainsi la seule à découvrir le secret d'un message envoyé par le roi Démarate : elle fait gratter la cire de la tablette, révélant ainsi le texte gravé sur le bois.

### Mariage
Pendant l'époque classique, deux systèmes concurrents se rencontrent à Sparte : le premier, traditionnel, est commun à toutes les cités grecques. Il s'agit d'assurer la prospérité de la lignée familiale. Le second se plie à l'idéal égalitariste étatique : il s'agit de produire des garçons vigoureux.
Dans la seconde optique, le mariage prend place plus tard que dans les autres cités : le mari a environ 30 ans et sa femme, environ 18. Il donne lieu à une curieuse forme d'inversion : l'entremetteuse rase le crâne de l'épouse, lui donne des vêtements masculins et la laisse seule sur une paillasse, dans le noir. L'époux, au sortir de la syssitie (repas en commun) rejoint sa femme, toujours dans l'obscurité, et après avoir eu une relation avec elle, repart pour rejoindre ses compagnons de dortoir. Le mariage reste ainsi secret, et ce jusqu'au premier enfant. Plutarque note qu'ainsi, les époux « ignor[ent] la satiété et le déclin du sentiment qu'entraîne une vie commune sans entraves ».
Les femmes exercent une forme de contrôle sur leur mariage. Si les vieux maris sont incités à « prêter » leurs femmes à des jeunes gens vigoureux, Plutarque mentionne aussi que les femmes prennent parfois un amant de sorte que l'enfant à naître puissent hériter de deux lots de terre au lieu d'un. Aristophane imagine même dans Lysistrata des femmes faisant la grève du sexe afin de raisonner leur mari pour établir la paix entre les cités : « Pour arrêter la guerre, refusez-vous à vos maris ».

## Cas de Gortyne

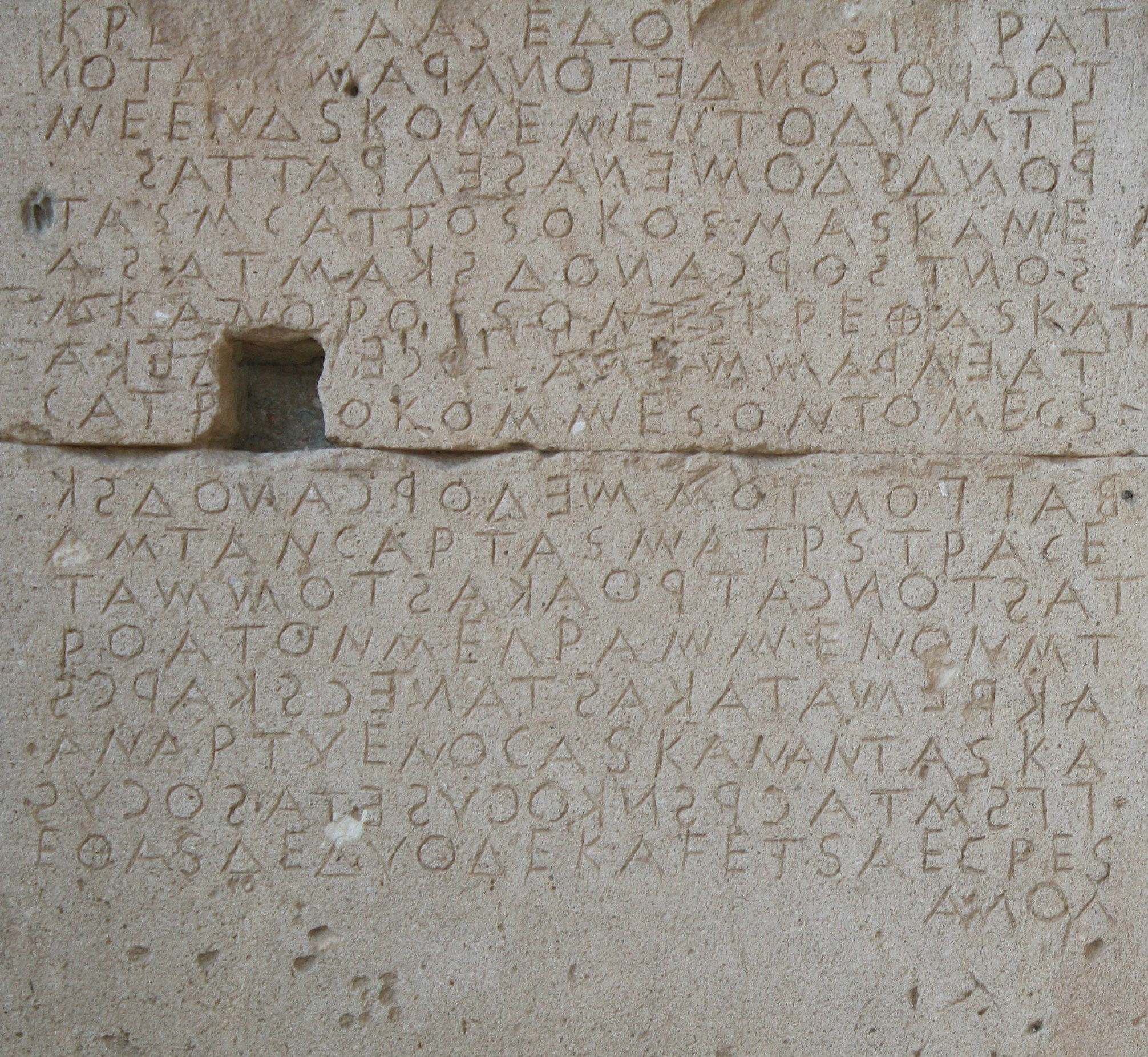
Code de Gortyne : détail de l'inscription en écriture boustrophédon.

Gortyne est une petite cité de Crète fondée par des Doriens, tout comme Sparte. Elle n'a pas joué un rôle de premier plan dans la Grèce antique, néanmoins une inscription de 620 lignes, datant du Ve siècle av. J.-C., y a été découverte, couvrant trente plaques de pierre et constituant ce que l'on a appelé le « code de Gortyne ». Celui-ci compte sept chapitres de législation privée, principalement centrée sur le droit de la famille.
Comme dans les autres cités grecques, la femme à Gortyne bénéficie d'un statut inférieur. Elle est sous la tutelle de l'homme : père, frère ou époux. Si elle est protégée contre le viol, la législation ne distingue pas celui-ci de la séduction : il est indifférent qu'elle ait été consentante ou non — seuls les intérêts de son gardien sont pris en compte. Le mariage est par essence l'union de deux lignées : le gardien dispose du droit de donner sa protégée en mariage. Si elle donne naissance à un enfant après le divorce, l'enfant doit d'abord être présenté à son ex-mari, qui peut choisir de le garder ou de l'abandonner à la femme. Celle-ci peut alors choisir de le garder ou de l'exposer.
Cependant, la femme jouit à Gortyne d'une autonomie beaucoup plus grande que dans les autres cités. Elle peut posséder des biens, qu'ils soient meubles ou immeubles. Elle les acquiert principalement par sa dot : elle reçoit la moitié d'une part d'héritage mâle, hors préciput (maison familiale et instruments agricoles). Elle est libre de disposer de ses biens : ni son mari, si son fils n'ont le droit de les placer en hypothèque. En cas de divorce ou de veuvage, la dot lui reste acquise et elle peut l'utiliser pour se remarier. En revanche, il semble assuré que la femme ne gère pas elle-même ses biens. Ainsi, en cas de divorce, l'époux conserve la moitié des revenus du produit de la dot, même s'il est en tort.
La fille héritière (c'est-à-dire orpheline et sans frères), la patrôïôkos (du τὰ πατρῷα / tà patrỗia, « le bien paternel »), a le droit de refuser celui qui doit normalement l'épouser, c'est-à-dire le plus proche parent. En l'absence de plus proche parent, ou en cas de refus de ces derniers, la patrôïôkos est libre d'épouser qui elle veut (ou peut). Si elle est déjà mariée, la situation varie suivant l'existence ou non d'enfants : en gros, du moment qu'elle a déjà des enfants qui puissent recueillir l'héritage du côté de leur mère, la patrôïôkos est laissée dans une relative liberté, situation qui contraste avec celle de l'épiclère athénienne.

## À l'époque hellénistique

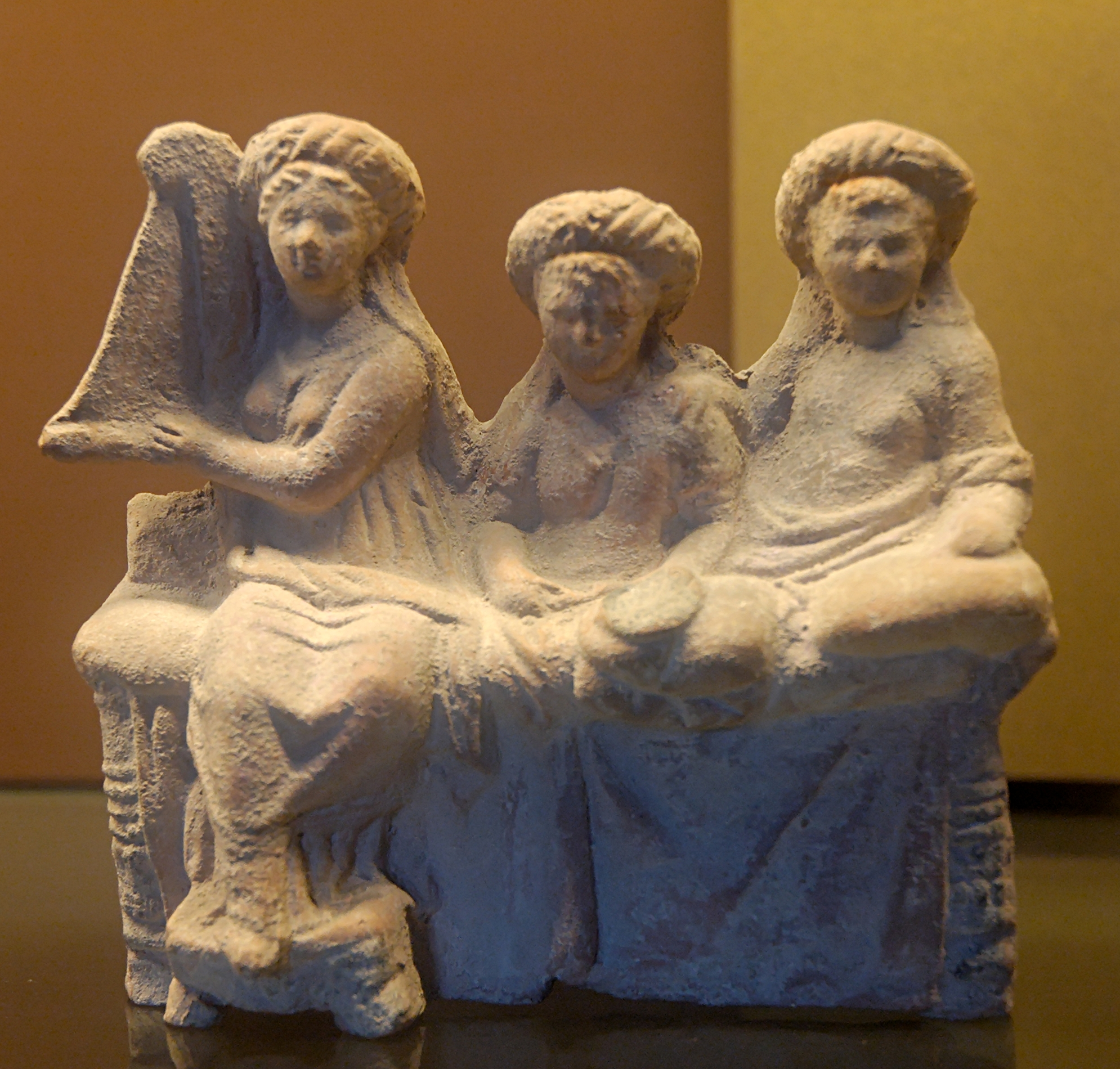
Banqueteurs et une hétaïre, figurine en terre cuite de Myrina,, musée du Louvre.

L'époque hellénistique est marquante pour les femmes dans le monde grec. En effet, durant cette période, elles apparaissent de plus en plus présentes dans la sphère publique, sur les plans religieux, politique, administratif, juridique, dans les arts, etc. Durant cette période, des femmes ont exercé des rôles publics ou ont assumé des charges officielles semblables à celles occupées par les hommes. Il faut toutefois souligner la diversité des situations de vie des femmes, car le milieu social à un réel impact à cette époque. Dans le royaume lagide d'Égypte émergent de grandes figures politiques féminines telles que Bérénice II, Arsinoé II ou Cléopâtre VII.

### Domaine religieux
Les sources permettent aujourd'hui d'attester d'une présence féminine au sein de la sphère religieuse à l'époque hellénistique. En effet, des femmes ont eu la possibilité d'accéder à des honneurs très importants.
Une inscription retrouvée à Kermanchah, en Iran actuel, concernant l'instauration du culte de la reine Laodicé III permet de rendre compte de ce phénomène. Cette inscription est une lettre du roi séleucide Antiochos III, ou plus exactement un édit royal (prostagma) dans lequel le roi instaure le culte de la reine Laodicé III en 193 av. J.-C. Le roi cherche à diffuser les décisions qu’il a prises concernant le culte de son épouse dans l’ensemble du Royaume. Laodicé III est la fille du roi du Pont, Mithridate II. Laodicé III par sa lignée maternelle a épousé son cousin Antiochos III en 221 av. J.-C. à Séleucide. De cette union naquirent trois fils : Achios (morts en 193 av. J.-C.), Séleucos IV et Antiochos IV, ainsi que quatre ou cinq filles. Le culte de la reine Laocidé III est associé à celui du règne des souveraines séleucides, des grandes prêtresses étant dévolues au culte de la reine dans les sanctuaires où officiaient les grands prêtres. Laocidé III a été la première reine séleucide à bénéficier d’un culte royal établi dans tout le royaume. L'établissement des cultes royaux ont également été observés au sein d'autres cités, telles que Téos, où une mesure a été mise en place en faveur de la reine Apollonis, l'épouse du roi Attale Ier de Pergame.

### Domaine financier
À l'époque hellénistique, les femmes possèdent peu de droits juridiques ou politiques. En Égypte lagide, comme le montrent des papyrus, elles peuvent pourtant acquérir des biens fonciers, rédiger un testament, devenir héritières ou gérer leur dot. Ces transactions réalisées par des femmes doivent néanmoins être réalisées sous la protection d'un tuteur qui doit assister à la transaction tout du long.

### Domaine professionnel
Quelques rares exemples fournis par la documentation témoignent de la présence des femmes dans le domaine professionnel. Les femmes sont alors très peu présentes dans la sphère publique, si ce n'est par l'intermédiaire de leurs tuteurs (pères, frères, etc.). Toutefois, elles sont présentes dans les activités commerciales, par exemple elles vendent des produits faits chez elles. Une stèle de marbre funéraire datant de la fin du IVe siècle av. J.-C., retrouvée à Athènes, permet de comprendre qu'à l'époque hellénistique la profession de vendeuse de sel pouvait être exercée par des femmes. De nombreuses épitaphes féminines d'époque hellénistique présentent ce genre d'information, avec le nom de la défunte et sa profession. 
L'une des stèles funéraires, celle de Phanostratê, indique qu'elle était sage-femme, et désigne pour la première fois une femme comme « médecin » (iatros).
Les musiciennes professionnelles apparaissent à l'époque hellénistique, certaines femmes jouant entre autres d'un instrument à cordes. Des danseuses ont également été représentées sur des terres cuites avec des gestes gracieux.

### Évergétisme
Les actes d'évergétismes sont également présents au sein des élites féminines. En effet, les femmes issues des classes sociales supérieures telles que les reines ou les femmes issues de familles notables ont réalisé des actes d'évergétismes. Certaines sources retrouvées témoignent de ces actes d'évergétismes. Un bloc de marbre trouvé à Aspendos concernant la donation accomplie par le démiurge Kourasiô au IIe siècle av. J.-C., nous montre que des femmes ont exercé des charges officielles. Le démiurge est une magistrature éponyme attestée à plusieurs cités d'Asie Mineure, c'est une charge à l'année qui permettait à celui qui la détient de devenir un des personnages notables de la cité. Kourasiô réalise également un don très important correspondant à 20 mines. Les bienfaitrices sont également courantes, elles réalisent des actes d'évergétismes au sein des cités hellénistiques. C'est le cas par exemple d'Archippè de Kymé.